# Peripsychoda zangherii
Peripsychoda zangherii är en tvåvingeart som beskrevs av Sara 1952. Peripsychoda zangherii ingår i släktet Peripsychoda och familjen fjärilsmyggor. Inga underarter finns listade i Catalogue of Life.